# Assedio di Eger (1552)

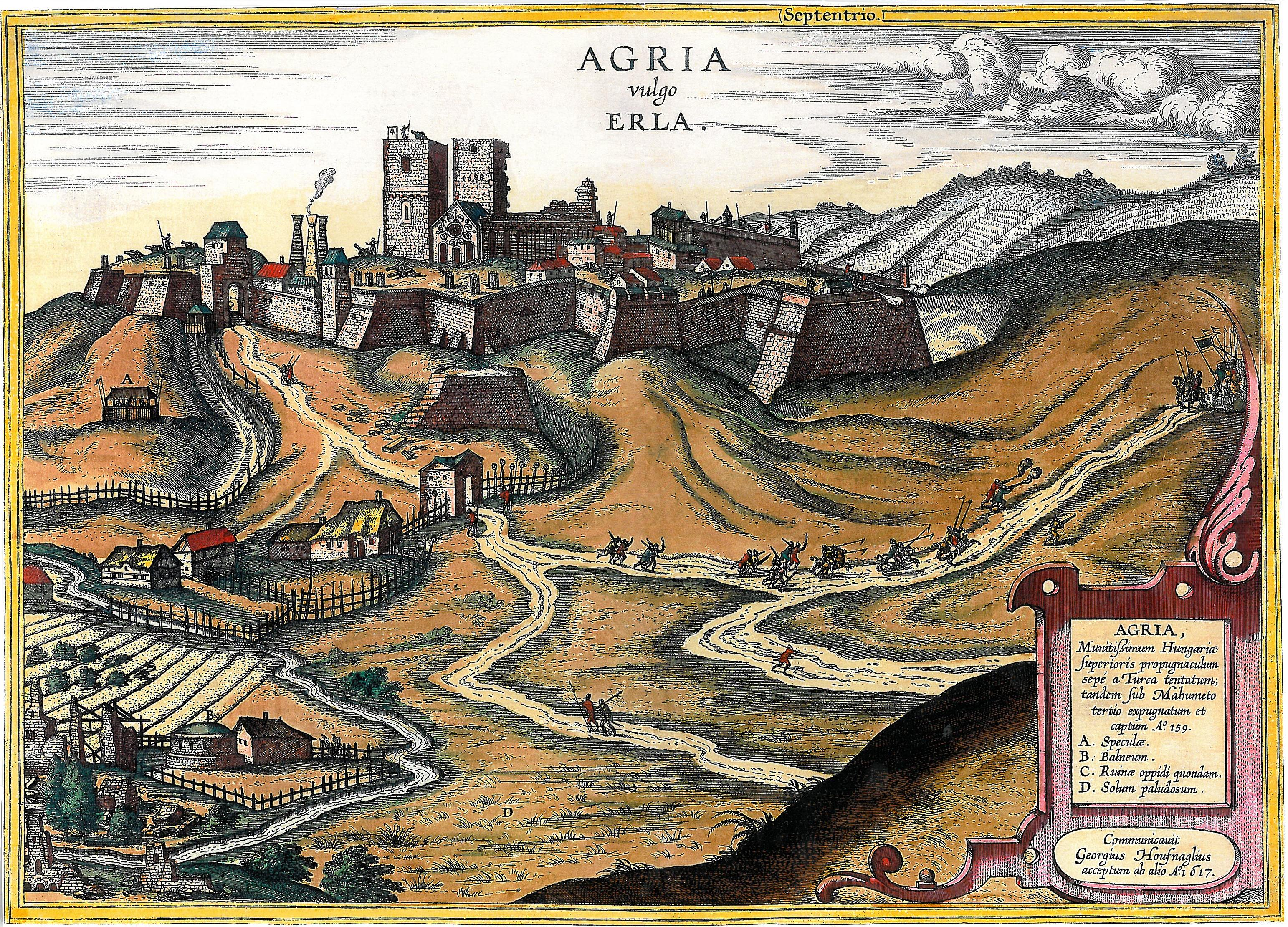
Il castello di Eger nel XVI secolo

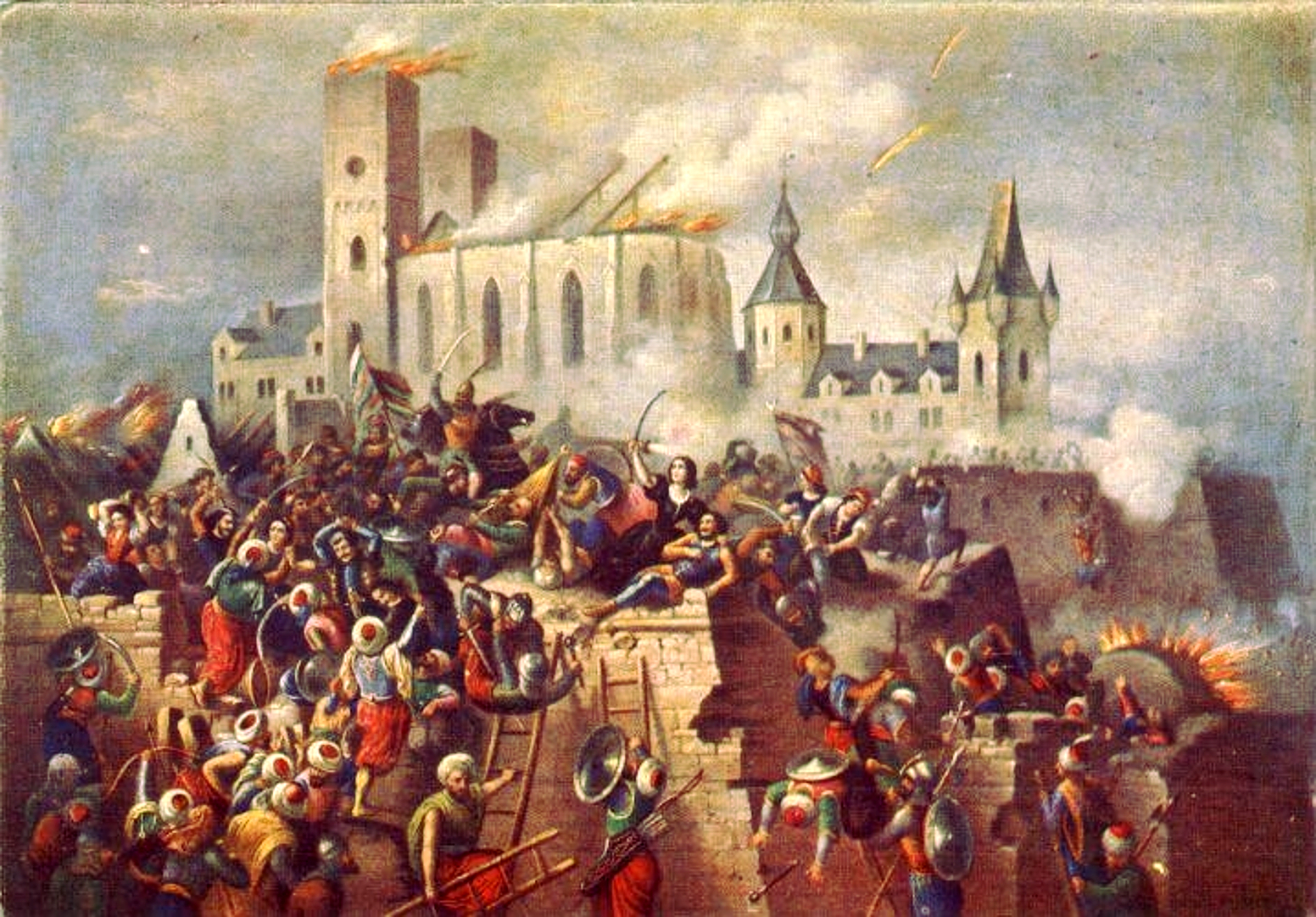
L'assedio al castello di Eger

L'Assedio di Eger fu un evento del XVI secolo delle Guerre ottomane in Europa. Nel 1552 le forze dell'Impero ottomano guidate da Kara Ahmed Pascià posero assedio al Castello di Eger, nella parte settentrionale del Regno d'Ungheria, ma i difensori guidati da István Dobó respinsero gli attacchi e riuscirono a difendere il castello. Successivamente l'assedio divenne l'emblema della difesa e dell'eroismo patriottico in Ungheria.

## Antefatto
Il sultano ottomano Solimano il Magnifico aveva incominciato l'espansione del suo impero nel 1520 dopo il regno di Selim I. Iniziò i suoi primi assalti ai territori ungheresi ed austriaci invadendo l'Ungheria nel 1526. L'esercito ungherese venne pesantemente sconfitto nella Battaglia di Mohács ed agli ottomani fu aperta la via verso il bacino del Danubio. Nella battaglia trovò la morte anche re Luigi II d'Ungheria, fatto che portò a delle dispute sulla sua successione al trono essendo egli morto senza eredi. L'imperatore Ferdinando I del Sacro Romano Impero, riuscì a succedere al trono boemo, ma per quello ungherese dovette entrare in disputa con Jan Zápolya nobile ungherese che per far valere i suoi diritti si appoggiò al sultano ottomano. La battaglia continuò anche dopo la morte di Jan nel 1540 quando suo figlio, Ivan Zigmund Zápolya succedette al trono ungherese. La contesa non venne risolta sino a quando egli non rinunciò al trono nel 1570 e venne succeduto da Massimiliano II del Sacro Romano Impero.
Gli ottomani incontrarono resistenza nel corso dell'Assedio di Güns (Kőszeg) nel 1532, quando una forza di 800 uomini al comando di Miklós Jurisich riuscirono a scacciarli. Ad ogni modo questo fatto ritardò la campagna ottomana di soli 25 giorni in quanto riuscirono poi nell'impresa, giungendo a Buda ed occupando la capitale nel 1541. Buda divenne sede del governo ottomano nell'area, con gli ottomani al supporto di Giovanni II d'Ungheria.
La colpa della perdita dei forti di Timișoara e Szolnok nel 1552 da parte delle armate cristiane venne addossata ai mercenari dell'esercito ungherese. Quando i turchi rivolsero la loro attenzione alla cittadina settentrionale di Eger in quello stesso anno, si prevedeva ancora una volta uno scontro duro dal momento che le armate qui dirette sarebbero state quelle di Ahmed e di Ali, due potenti pascià con molti uomini.
Eger era una fortezza importantissima e la chiave della difesa delle restanti terre sul suolo ungherese. A nord di Eger si trovava la città di Košice, poco difesa, ma centro di importanti miniere e zecche che provvedevano gran parte dell'oro e dell'argento necessario all'economia del regno ungherese. Oltre alle risorse, la presa di Eger avrebbe consentito agli ottomani di spianarsi la strada per ulteriori conquiste verso ovest e quindi porre l'assedio definitivamente a Vienna.

## Il castello di Eger
Il Castello di Eger è posto ad est del villaggio omonimo su una collina. Anche se l'attuale posizione non dà l'idea della sua importanza militare, esso in realtà si trovava in una posizione eccellente per porvi dei cannoni che controllassero le strade un tempo sottostanti. Il castello comprendeva una fortezza interna ed una esterna con una torre di accesso a sudest e sei bastioni sulle mura (il Bastione della Terra ed il Bastione della Prigione a nordovest, il Bastione di Sándor a nord, il Bastione Bolyky a nordest, il Bastione Bebek ad est ed il Bastione Dobó ad ovest). Il cancello di Varkoch si trovava nel muro meridionale della fortezza interna con un'ulteriore bastione a protezione, quello della Chiesa, che separava le due parti della fortezza.
La fortezza di Eger era stata costruita sulle rovine di un forte in pietra precedente, che a sua volta aveva rimpiazzato un accampamento in terra pressata realizzato addirittura dagli Unni. Queste sovrapposizioni facevano sì che le fondamenta della fortezza fossero straordinariamente resistenti anche per gli esperti genieri ottomani che, come di consueto, cercarono di scavare dei tunnel per raggiungere la base delle mura e piazzarvi dell'esplosivo per farle saltare. Nessuno di questi tentativi ebbe successo nel corso dell'assedio di Eger.

## L'assedio
Secondo i dati riportati dallo storico ungherese Gárdonyi l'esercito ottomani dell'assedio ad Eger era composto di 150-200 000 uomini. In realtà il numero degli ottomani doveva aggirarsi attorno ai 35-40 000 uomini provenienti dall'esercito di Rumelia (contingente anatolico) e dalle truppe di Ahmed Pasha da Buda.
Gli ottomani disponevano di 16 zarbuzans (cannoni d'assedio particolarmente grandi) oltre a 150 pezzi d'artiglieria medi e piccoli e circa 2000 cammelli che diedero prova di essere particolarmente efficaci per i trasporti di legna sul sito, utilizzati per la costruzioni di temporanee piattaforme d'assedio. I difensori dal canto loro disponevano di 6 cannoni grandi e di una dozzina di cannoni piccoli oltre a circa 300 fucili a canna liscia da combattimento con però ampie riserve di munizioni.
Nonostante la differenza di numero tra i due eserciti, le forti mura di Eger e l'alto morale dei difensori permisero alla fortezza di reggere cinque assalti ed il continuo fuoco dei cannoni (vennero sparate in tutto all'interno della fortezza circa 12 000 palle di cannone nell'assedio).
La fortezza era difesa da circa 2100-2300 persone, miste tra soldati professionisti, contadini e anche alcune donne. I difensori erano comandati da István Dobó e dal suo vice comandante, István Mekcsey, che aveva assunto il comando della struttura nel 1549. Tra il personale di servizio erano molto pochi i mercenari: Dobó aveva pagato sei cannonieri esperti dalla Germania per rendere l'artiglieria di Eger ancora più efficiente. Un ufficiale che fu presente allo scontro, molto noto alla letteratura ed al folklore ungherese, fu Gergely Bornemissza. Questi comandava un distaccamento di 250 fanti ungheresi, pur avendo una grande abilità personale con gli esplosivi. Durante l'assedio Bornemissza elaborò delle primitive ma letali granate e bombe con polvere da sparo da utilizzare contro gli aggressori, come pure riadattò un mulino ad acqua per lanciare in automatico dei pacchi di esplosivi sulle forze ottomane sottostanti la fortezza. La ricetta segreta di questi pacchi era composta da petrolio, zolfo e pietra focaia.
Gli ottomani si aspettavano una vittoria facile, ma il coraggio dei difensori del castello, come pure la leadership ispirata di Dobó, fecero resistere la fortezza e respinsero gli assalti ottomani. Anche dopo l'esplosione della torre polveriera alta 24 metri e con all'interno diverse tonnellate di polvere nera che causò diversi danni alla struttura, gli invasori non riuscirono comunque a conquistare l'area. Dopo 39 giorni di sanguinosi, brutali e intensi combattimenti, l'esercito ottomano decise di ritirarsi. I difensori persero un terzo dei loro uomini. Dobó perse entrambi i suoi scudieri.
Secondo le moderne ricerche storiche, diversi furono i fattori esterni che contribuirono al successo dei difensori. Il primo motivo era sicuramente la conflittualità esistente tra i due principali capi ottomani della spedizione, Ali Pasha e Ahmed Pasha: Ahmed era il più anziano dei due come età e come grado, ma Ali aveva maggiori abilità strategiche e più dimestichezza con l'artiglieria. Nel corso dell'assedio, l'esercito ottomano si trovò però a corto di polvere da sparo e di palle di cannone (che erano ricavate dal marmo) per almeno due volte, il che limitò l'uso dell'artiglieria pesante per almeno una settimana. La fine dell'autunno giunse in quell'anno addirittura prima di quanto previsto con pesanti piogge e gelate notturne che, oltre ad impedire il corretto rimbalzare delle palle di cannone, ridussero le razioni di riso disponibili e fecero dilagare la corruzione tra gli ufficiali, causando il malcontento tra le truppe ottomane.
Malgrado il fallimento ad Eger, gli ottomani non avevano ragione di lamentarsi della campagna militare del 1552 dove avevano catturato Veszprém, Timișoara, Szolnok e Lipova oltre a 25 altre fortezze ungheresi.
Dopo la vittoria Dobó ed i suoi ufficiali si licenziarono per protesta nei confronti di re Ferdinando che si era rifiutato di contribuire alla difesa con l'invio di materiali. Gergely Bornemissza venne nominato comandante della fortezza. Egli venne successivamente preso in un'imboscata, catturato e impiccato dagli ottomani. La fortezza di Eger rimase nelle mani delle forze cristiane sino al 1596 quando 7000 difensori, perlopiù mercenari stranieri, dovettero capitolare alle forze ottomane comandate personalmente dal sultano Mehmed III. Il villaggio rimase nelle mani degli ottomani per i successivi 91 anni.
Eger divenne però l'emblema della difesa nazionale, un simbolo di eroismo patriottico e dell'amore dell'esercito verso la patria a scapito dei mercenari.

## Nelle arti e nella letteratura
I primi resoconti dell'assedio vennero stesi da Sebestyén Tinódi Lantos nel 1554 il quale scrisse dei versi musicali per raccontare l'evento.
Si dovette attendere sino al XIX secolo perché gli scrittori ungheresi decidessero di usare Eger come base per alcuni racconti di fantasia come nel caso della poesia Eger di Mihály Vörösmarty del 1827.
Il più famoso racconto è però quello di Géza Gárdonyi che nel 1899 scrisse la novella storica popolare dal titolo Egri csillagok sugli eventi di questo periodo. Gli eventi narrati abbracciano l'assedio e la storia personale di Gergely Bornemissza, oltre a quella del capitano Dobó, e del suo vice István Mekcsey. Negli anni '60 il racconto venne adattato per farne un film che ancora oggi è mostrato nella TV ungherese.
Nell'Ottocento, Bertalan Székely realizzò il dipinto Az Egri Nők ("donne di Eger") che raffigura la difesa della fortezza ed in particolare il ruolo avuto dalle donne presenti. Il quadro si trova oggi esposto alla Galleria Nazionale Ungherese di Budapest.